# Robby Hein
Robby Hein (* 27. März 1988 in Oberhausen) ist ein deutscher Eishockeyspieler, der seit 2015 bei den EC Hannover Indians in der Eishockey-Oberliga spielt.

## Karriere
Der 1,87 m große Stürmer spielte in der Jugend des EV Duisburg und der Moskitos Essen. Zur Saison 2005/06 zog es ihn zu den Landshut Cannibals, für deren Nachwuchsmannschaft er in der Deutschen Nachwuchsliga aktiv war. Zudem kam er mit erst 17 Jahren zu einem Einsatz im Zweitliga-Team der Cannibals. In den folgenden drei Spielzeiten stand er wieder für die Moskitos Essen auf dem Eis. Nach zwei Jahren in der Junioren- bzw. zweiten Mannschaft, gehörte er in der Saison 2008/09 fest zum Kader der Moskitos in der Regionalliga. 
Zur Saison 2009/10 unterschrieb Hein einen Vertrag beim Zweitligisten ETC Crimmitschau und kam zudem mit einer Förderlizenz beim EHV Schönheide 09 in der Regionalliga Ost zum Einsatz. Nach zwei Spielzeiten in Crimmitschau, in denen ihm in 101 Spielen 9 Scorerpunkte gelangen, erhielt er 2011 einen Try-Out-Vertrag bei den Dresdner Eislöwen, bei denen er sich allerdings nicht durchsetzen konnte.
Zum Saisonstart 2011/12 wechselte er in die Oberliga zu den Ratinger Ice Aliens, bei denen er mit Lance Monych und Christian Kohmann die erste Sturmreihe bildete und mit 46 Punkten aus 21 Partien einer der Leistungsträger war. 
Im Sommer 2012 kehrte er zu den Moskitos Essen zurück, die in der Zwischenzeit in die Oberliga aufgestiegen waren.

## Karrierestatistik
(Legende zur Spielerstatistik: Sp oder GP = absolvierte Spiele; T oder G = erzielte Tore; V oder A = erzielte Assists; Pkt oder Pts = erzielte Scorerpunkte; SM oder PIM = erhaltene Strafminuten; +/− = Plus/Minus-Bilanz; PP = erzielte Überzahltore; SH = erzielte Unterzahltore; GW = erzielte Siegtore; 1 Play-downs/Relegation; Kursiv: Statistik nicht vollständig)